# Góry Markotchskie
Góry Markotchskie (Markotch) – pasmo górskie w północno-zachodniej części Kaukazu, równoległe do Pasma Głównego. Leżą w Kraju Krasnodarskim Federacji Rosyjskiej. Najwyższy szczyt to Płoska (762 m n.p.m.).